# Abdulla Yusuf Helal
Abdulla Yusuf Helal (sinh ngày 12 tháng 6 năm 1993) là một cầu thủ bóng đá người Bahrain thi đấu ở vị trí tiền đạo, và hiện tại thi đấu cho East Riffa và đội tuyển quốc gia Bahrain.

## Sự nghiệp quốc tế

### Bàn thắng quốc tế
Tỉ số và kết quả liệt kê bàn thắng của Bahrain trước.
| Bàn thắng | Thời gian            | Địa điểm                                                  | Đối thủ           | Tỉ số | Kết quả | Giải đấu                 |
| --------- | -------------------- | --------------------------------------------------------- | ----------------- | ----- | ------- | ------------------------ |
| 1.        | 18 tháng 1 năm 2013  | Sân vận động Quốc gia Bahrain, Riffa, Bahrain             | Kuwait            | 1–0   | 1–6     | Arabian Cup 2013         |
| 2.        | 5 tháng 2 năm 2016   | Sân vận động Quốc gia Bahrain, Riffa, Bahrain             | Liban             | 2–0   | 2–0     | Giao hữu                 |
| 3.        | 5 tháng 9 năm 2017   | Sân vận động Quốc gia Bahrain, Riffa, Bahrain             | Đài Bắc Trung Hoa | 4–0   | 5–0     | Vòng loại Asian Cup 2019 |
| 4.        | 27 tháng 3 năm 2018  | Sân vận động Quốc gia Bahrain, Riffa, Bahrain             | Turkmenistan      | 1–0   | 4–0     | Vòng loại Asian Cup 2019 |
| 5.        | 27 tháng 3 năm 2018  | Sân vận động Quốc gia Bahrain, Riffa, Bahrain             | Turkmenistan      | 2–0   | 4–0     | Vòng loại Asian Cup 2019 |
| 6.        | 11 tháng 6 năm 2022  | Sân vận động Quốc gia Bukit Jalil, Kuala Lumpur, Malaysia | Malaysia          | 2–1   | 2–1     | Vòng loại Asian Cup 2019 |
| 7.        | 14 tháng 6 năm 2022  | Sân vận động Quốc gia Bukit Jalil, Kuala Lumpur, Malaysia | Turkmenistan      | 1–0   | 1–0     | Vòng loại Asian Cup 2019 |
| 8.        | 11 tháng 11 năm 2022 | Sân vận động Khalifa Sports City, Isa Town, Bahrain       | Canada            | 2–1   | 2–2     | Giao hữu                 |
| 9.        | 18 tháng 11 năm 2022 | Sân vận động Quốc gia Bahrain, Riffa, Bahrain             | Serbia            | 1–1   | 1–5     | Giao hữu                 |
| 10        | 10 tháng 1 năm 2023  | Sân vận động Olympic Al-Minaa, Basra, Iraq                | Qatar             | 2–1   | 2–1     | 25th Arabian Gulf Cup    |